# Triaeris nagpurensis
Triaeris nagpurensis là một loài nhện trong họ Oonopidae.
Loài này thuộc chi Triaeris. Triaeris nagpurensis được B. K. Tikader & M. S. Malhotra miêu tả năm 1974.